# 인도혹소
인도혹소(Zebu)는 인도 아대륙에서 생산된 소의 종이나 아종이다. 인도혹소는 어깨의 기름진 혹, 큰 이슬방울, 그리고 때때로 늘어진 귀로 특징지어진다. 그들은 고온에 잘 적응하고 있으며, 순수 제부와 또 다른 국내 가축인 타우린 소를 가진 잡종으로 열대 국가 전역에서 사육되고 있다.